# 弘前アレッズ
弘前アレッズ（ひろさきアレッズ、英文表記：HIROSAKI AREDS）は、青森県弘前市に本拠地を置き、日本野球連盟に加盟する社会人野球のクラブチームである。
チーム名の「アレッズ（AREDS）」は、青森（Aomori）、リンゴ（Apple）、1番（Ace）の「A」と、同市が生産量日本一を誇るリンゴの赤（Red）に由来する。
ロゴマークは「HIROSAKI AREDS」を図案化。「A」の頭部は三つの頂に分けて岩木山をイメージ。黄色い円環ラインは頂点への道と市民との一体感を象徴。ユニホームはリンゴと「情熱・勇気」を表す赤を使った、ストライプ仕立てになっている。

## 概要
弘前市民や企業からの支援を受けて活動する市民球団として、2012年1月に創設された。「弘前市で生まれ育った選手を、弘前市のチームからプロ野球選手として輩出する」という目標を掲げている。選手は、弘前市を中心に津軽地方から集まっている。
「A-FIELD活動」と称して、街頭清掃や除雪作業、農家支援、リトル・シニア野球チームへの指導など、地域への奉仕活動も行っている。
2013年、全日本クラブ野球選手権大会に初出場を果たす（1回戦敗退）。
2015年2月9日、日本ハムファイターズや海外の独立リーグなどでプレーし、同年1月1日付けで弘前市の職員となっていた元プロ野球選手の今関勝が監督に就任した。無報酬で、指導は公務以外の時間に行なうとしている。
2016年、全日本クラブ野球選手権大会で初勝利をあげた。
2018年より、球団代表である久保良太が監督に就任した。

## 沿革
- 2012年1月 - チーム発足
- 2013年 - 全日本クラブ野球選手権大会に初出場（1回戦敗退）

## 主要大会の出場歴・最高成績
- 全日本クラブ野球選手権大会 - 出場7回